# بزنس
بزنس (به فرانسوی: Bazens) یک کمون (فرانسه) در فرانسه است که در canton of Port-Sainte-Marie واقع شده‌است. بزنس ۱۲٫۲۱ کیلومتر مربع مساحت دارد ۱۵۰ متر بالاتر از سطح دریا واقع شده‌است.

## خواهرخوانده
شهر کاستلنووو سریویا خواهرخواندهٔ بزنس هست.